# Morrison-Zwischenfall

Die Morrison

Als Morrison-Zwischenfall (jap. モリソン号事件 Morison-gō jiken) wird die Vertreibung des US-Handelsschiffs Morrison aus dem Hafen von Kagoshima in Satsuma 1837 durch Kanonenfeuer bezeichnet. Dies geschah im Rahmen des Ediktes zur Vertreibung fremder Schiffe von 1825 im Rahmen der japanischen Isolationspolitik (sakoku).
Neben kommerziellen Zielen hatte das Schiff versucht, sieben schiffbrüchige Japaner, die man in Macau aufgenommen hatte, zurückzubringen. Auch Missionare waren an Bord. 
Das Ziel des Schiffes, Schiffbrüchige zurückzubringen, wurde im folgenden Jahr in Japan bekannt und dies verursachte Kritik an dem Edikt. 
Unter den Schiffbrüchigen war Yamamoto Otokichi (山本音吉), der für seine Rolle bei der Überbrückung des kulturellen Grabens zwischen Japan und dem Rest der Welt bekannt wurde.